# Pito, pito, gorgorito
Pito, pito, gorgorito, también dicho como pinto, pinto, gorgorito en algunas regiones, (Eeny, meeny, miny, moe en inglés) es un juego de niños para escoger a una persona que la lleva en un juego u otros ámbitos. Es la más popular de una gran cantidad de métodos para escoger elecciones. Esta cancioncilla existe en todos los idiomas y en todas tiene una musicalidad con un sonido similar y carente de sentido a priori.
Debido a la gran expansión del idioma español por toda la península, las islas y el continente americano, existen muchas versiones similares y es difícil saber su origen exacto.

## Versión más estándar
La versión común es la siguiente:
Pito, pito, gorgorito,
¿a dónde vas tú tan bonito?
A la era verdadera,
pin, pon, fuera.
(Tú te vas y tú te quedas)
Es la versión más reducida, en la cual se omite muchas veces la última línea, que se encuentra entre paréntesis.

## Otras versiones
Todas las versiones guardan una similitud muy destacable, pero se diferencian en la cantidad de frases que incluyen al final. Estas variaciones dependen del país o incluso la ciudad dentro de cada país en el que se haya desarrollado:
Pito, pito de la vaca lechera:
Pito, pito, gorgorito,
¿a dónde vas tan bonito?
A la era verdadera,
pim, pom, fuera.
La vaca lechera
que va por la carretera
tu te vas y tu te quedas.
Pito, pito de veinticinco:
Pito, pito, gorgorito,
saca la mano de veinticinco.
¿En qué lugar?
En Portugal.
¿En qué calleja?
La de la Moraleja.
Esconde la mano
que viene la vieja.
Pito, pito de Cuba:

Tin Marín de Dos Pingüé,
Cúcara Mácara Títere fue.
Pasó la mula, pasó Miguel.
¿Cuántas patas tiene el gato?
Una, dos, tres y cuatro.
La manzana se pasea
de la sala al comedor.
No me pinches con cuchillo...
¡pínchame con tenedor!
Pito, pito de Perú y Ecuador:
De Tin Marín de don Pingüé
Cúcara, Mácara, Títere fue,
yo no fui, fue Teté,
pégale, pégale,
que él fue.
Pito, pito de Valencia y Cataluña:
Pito, pito, gorgorito,
¿a dónde vas tan bonito?
A la era verdadera,
pim, pom, fuera.
La vaca lechera
y los coches de carreras,
y en la casa de Pinocho
todos cuentan hasta ocho:
¡uno, dos, tres, cuatro,
cinco, seis, siete y ocho!

## Polémicas
- En 2021 esta canción infantil se vio envuelta en el centro de una polémica por haber sido utilizada por el Ministerio de Sanidad del Segundo Gobierno Sánchez en una campaña contra el COVID-19.[2]
- En 2017, Primark retiró de sus tiendas en Reino Unido una camiseta que presentaba la primera frase de la canción pronunciada por el personaje de The Walking Dead, Negan, superpuesta con una imagen de su bate de béisbol. Un cliente, el ministro Ian Lucraft, se quejó de que la camiseta era «fantásticamente ofensiva» y afirmó que las imágenes «se relacionan directamente con la práctica de agredir a los negros en Estados Unidos».[3][4]

## Relevancia cultural
Hay muchas escenas y elementos en libros, películas, obras de teatro, dibujos animados y videojuegos en las que se utiliza el «Pito, pito». En particular, se ha utilizado en películas de renombre, series famosas y algún videojuego. ha sido utilizada por asesinos para elegir víctimas en las películas de 1994 Pulp Fiction y Natural Born Killers, la película de 2003 Elephant, y el final de la sexta temporada de la serie de televisión The Walking Dead.

### Música
El grupo de música infantil llamado Los pica pica realizó una canción de esta cancioncilla, llamada "Pito, pito, gorgorito".

### Videojuegos
En el videojuego Team Fortress 2 existe una burla del Scout en la que elige al azar un camino en el que indica una dirección a su equipo, la cual se llama «Pito Pito».

### Cine y televisión
En la serie de televisión de The Walking Dead, uno de los supervivientes juega al pito, pito con su bate de béisbol.
En la película Pulp Fiction y Natural Born Killers de 1994, un personaje canta la canción del pito pito para elegir entre dos personas.
Esta canción fue utilizada en múltiples anuncios televisivos, como por ejemplo el de Multiópticas o Prosegur.
En 2021, la canción del pito pito fue utilizada por el Ministerio de Sanidad español para una campaña del COVID-19.
En el capítulo 3 de la temporada 5 de Los Simpson, Homer solventa una crisis en la central nuclear pulsando un botón al pito pito.
En la serie español de Netflix, La casa de papel, Berlín canta el pito pito para tomar una decisión.